# 숨비
주식회사 숨비(영어: Soomvi)는 인천광역시 연수구에 본사를 둔 항공테크 기업이다.